# Castell de Mont-roig (Matarranya)
El castell de Mont-roig o de la Mola és castell, ara enrunat, que es troba en un tossal a sobre del poble de Mont-roig de Tastavins (Matarranya).
El seu origen és d'època musulmana o anterior. Va ser ocupat per Alfons el Bataller el 1132, però es va perdre davant els almoràvits i la reconquesta definitiva fou de Ramon Berenguer IV. El 1460 Joan II hi va tenir captiu el seu fill el príncep de Viana, i a la primera guerra carlina va quedar pràcticament destruït.
El tossal on se situa té el cim pla, allargat en sentit nord-sud, d'uns 120 metres de llarg i uns 17 d'amplada màxima. Té bones condicions de defensa, voltat per espadats per totes bandes, i sembla que en tot el perímetre hi havia una muralla. A l'extrem sud d'aquest cim hi ha les restes del que devia ser la construcció central del castell.
Més avall hi ha un altre planell que també devia ser aprofitat per la fortificació medieval, i on ara es pot veure la torre de les Hores, que és una torre de senyals de l'època de les guerres carlines a la que posteriorment se li va instal·lar un rellotge.